# 5. век
5. век је почео 1. јануара 401. и завршио се 31. децембра 500.

## Догађаји
- 399–412: Кинески будистички свештеник Факсијан плови преко Индијског океана, кроз Шри Ланку и Индију сакупљајући будистичке списе.
- 406: Бежећи од Хуна, Суеви и Вандали прелазе залеђену Рајну код Мајнца. Ово означава пад римске границе на западу.
- 410: Визиготи опустошили Рим
- 439: Вандали освајају Картагину
- Негде после 440, Англо-Саксонци се досељавају у Британију.
- 452: Папа Лав I се наводно срео лично са Атилом и убедио га да не опустоши Рим.
- 455: Вандали пустоше Рим.
- 493: Теодорик Острогот свргава Одоакра и постаје краљ Италије.
- Будизам стиже у Мјанмар и Индонезију.
- Афрички и индонежански насељеници стижу у Мадагаскар.
- Нестаје Хоупвел култура.

## Српски културни простори

### Личности
Види такође: космолошка доба, геолошки еони, геолошке ере, геолошка доба, геолошке епохе, развој човека, миленији, векови године, дани